# God Is Dead?
"God Is Dead?" là một bài hát của ban nhạc heavy metal người Anh Black Sabbath, là đĩa đơn thứ hai trích từ album phòng thu thứ 19 mang tên 13 (2013) của nhóm. Bài được chọn làm đĩa đơn chính của album để phát hành vào ngày 19 tháng 4 năm 2013, qua đó trở thành đĩa nhạc đầu tiên của Black Sabbath với Ozzy Osbourne kể từ "Psycho Man" và "Selling My Soul" trích từ album Reunion (1998).

## Sáng tác
"God Is Dead?" được miêu tả là một bài hát doom metal. Cả tựa bài hát lẫn nhân vật in trên bìa đĩa đơn do Heather Cassils vẽ đều liên hệ tới Friedrich Nietzsche, vị triết gia nổi tiếng với câu nói "Thượng đế đã chết. Thượng đế vẫn chết. Và chúng ta đã giết Người. Làm sao đây để an ủi bản thân, những kẻ sát nhân của tất cả những kẻ sát nhân?". Đây là một trong những sáng tác nguyên bản dài nhất của Black Sabbath, chỉ đứng sau bài "Megalomania" trích từ album Sabotage (1975) của nhóm.

## Phát hành và đón nhận
Ca khúc được phát hành thông qua định dạng tải nhạc MP3 trên Amazon và cũng có mặt dưới dạng tải miễn phí dành cho những ai đặt mua trước toàn bộ album trên iTunes. Ca khúc còn được dăng tải tất cả lên kênh YouTube chính thức của Black Sabbath để quảng bá. Video âm nhạc của bài hát do Peter Joseph (nổi tiếng với loạt phim điện ảnh  Zeitgeist) làm đạo diễn, được phát hành vào ngày 10 tháng 6 năm 2013. Ca khúc còn có mặt trong video quảng cáo thứ hai cho mùa 6 của Sons of Anarchy – một bộ phim truyền hình của kênh cáp FX.
"God Is Dead?" đạt vị trí số 6 trên bảng xếp hạng UK Rock Charts. Ca khúc được ấn phẩm Rock - Das Gesamtwerk der größten Rock-Acts im Check liệt là bài hát hay thứ 14 của Black Sabbath. Sau đó ca khúc thắng giải Grammy cho Trình diễn metal xuất sắc nhất vào ngày 26 tháng 11 năm 2014, là cúp Grammy đầu tiên của ban nhạc sau 14 năm. Cũng trong năm 2014, bài hát đã giành một giải của đài phát thanh Planet Rock cho Đĩa đơn Anh xuất sắc nhất.

## Đội hình thể hiện
- Ozzy Osbourne – hát
- Tony Iommi – guitar
- Geezer Butler – guitar bass
- Brad Wilk – trống

## Diễn biến xếp hạng
| Xếp hạng (2013)                   | Vị trí cao nhất |
| --------------------------------- | --------------- |
| Canada (Canadian Hot 100)         | 79              |
| Canada Rock (Billboard)           | 6               |
| Đức (GfK)                         | 99              |
| Anh Quốc Rock and Metal (OCC)     | 6               |
| UK Singles (OCC)                  | 139             |
| Hoa Kỳ Hot Rock Songs (Billboard) | 26              |